# Jacqueline Beaujeu-Garnier
Jacqueline Beaujeu-Garnier, née le 1er mai 1917 à Aiguilhe (Haute-Loire) et morte le 28 avril 1995 à Paris, est une géographe française.
Spécialiste de géographie urbaine et de géographie du peuplement, elle est l'une des principales femmes géographes françaises du XXe siècle, à l'influence à la fois nationale et internationale.

## Biographie
Fille de gendarme, Jacqueline Garnier suit les cours de géographie d'André Cholley à la Sorbonne à la fin des années 1930. Agrégée féminine d'histoire en 1941, tout juste mariée avec l'historien antiquisant Jean Beaujeu, elle est d'abord assistante de géographie à la Sorbonne pendant la guerre. Elle soutient sa thèse en 1947 sur la géomorphologie des marges du Morvan (géographie physique) ainsi que sur la géographie humaine et régionale d'une vallée des Alpes autrichiennes, devenant la première femme docteure d'état en géographie en France.

## Carrière
Brièvement nommée maîtresse de conférences à Poitiers, elle devient professeure de géographie à Lille en 1948, devenant la première femme française à atteindre cette fonction dans la discipline, au même moment que Germaine Veyret-Verner (1913-1973) à Grenoble. En 1960, elle est nommée à l'université de Paris, où elle reste 25 ans, enseignant à l'Institut de géographie de la rue Saint-Jacques.
Jacqueline Beaujeu-Garnier suit de très nombreux élèves, français comme étrangers et dirige plus d'une centaine de thèses sur des sujets variés. Jean Demangeot souligne « l’attention qu’elle accordait à la carrière de ses étudiantes et de ses collaboratrices » qualifiée de « féministe ». Elle dirigea également la publication scientifique L'Information géographique ainsi que les Annales de la géographie. Plutôt conservatrice, elle était réticente à l'égard du mouvement étudiant de 1968 et de la New geography quantitative et théorique.
Ses travaux dans le domaine de l'urbanisme l'ont conduite à devenir membre en 1973 du Comité consultatif économique et social de la Région parisienne France, puis vice-présidente. Elle devient ensuite présidente de la Commission d’aménagement de la Région d’Ile-de-France.
Très présente dans les diverses commissions de l'Union géographique internationale, dont elle dirige le groupe de travail « Grandes métropoles » de 1980 à 1988, elle est également présidente de la Société de géographie de 1983 à 1995.
- Médaille d'argent du CNRS
- Médaille de la Ville de Paris
- Lauréate d’honneur de l'Union Géographique Internationale

## Travaux
Sa thèse de géographie physique, sur la géomorphologie du Morvan, est tournée vers la géographie humaine. Elle est une pionnière en géographie de la population et en géographie urbaine. Elle se spécialise en effet dès 1948 dans ces domaines, aboutissant par la suite à la publication des ouvrages de référence Géographie de la population et Géographie urbaine. Jacqueline Beaujeu-Garnier publie de très nombreux ouvrages et atlas de géographie régionale en France et à l'étranger. Toutefois son terrain de recherche privilégié durant toute sa carrière reste Paris et sa région.
Très ouverte aux innovations méthodologiques et thématiques, elle explore de nouveaux thèmes en géographie, comme la géographie médicale ou la géographie du commerce avec Annie Delobez et est pionnière en géographie applicable,.
Jacqueline Beaujeu-Garnier développe des travaux de géographie pour l'aménagement et devient directrice des études de l’Atelier parisien d’urbanisme après sa création en 1967.

## Distinctions

### Prix
- Médaille d'argent du CNRS
- Médaille de la Ville de Paris
- Lauréate d’honneur de l'Union Géographique Internationale

### Décorations
- Officière de la Légion d'honneur[Quand ?]
- Grand-croix de l'ordre national du Mérite
- Commandeure de l'ordre des Palmes académiques

## Hommage
Jacqueline Beaujeu-Garnier apparaît dans la bande-dessinée L'Incroyable Histoire de la géographie publiée en 2021.

## Publications (liste non exhaustive)
- Le Morvan et sa bordure : étude morphologique (thèse principale), 1947, publiée aux PUF en 1950.
- La Région du Brenner (thèse complémentaire), 1947
- L'Économie de l'Amérique latine, PUF, 1949. (nombreuses rééditions mises à jour)
- Trois milliards d'hommes : traité de démo-géographie, Hachette, 1965 (réédité en 1969).

- Prix Broquette-Gonin (littérature) de l’Académie française 1966
- L'Homme et la ville dans le monde actuel, Desclée de Brouwer, 1969.
- Europe et Amérique, Génin, 1969.
- Géographie de la population, 2 volumes, Génin, 1969-1973.
- Traité de géographie urbaine, avec Georges Chabot, A. Colin, 1970.
- Les États-Unis : géographie humaine, Centre de documentation universitaire, 1970.
- La Géographie : méthodes et perspectives, Masson et Cie, 1971.
- Paris et la région parisienne : atlas pour tous, avec Jean Bastié, Berger-Levrault, 1972.
- (en) France, Londres/New York, Longman, 1975.
- Atlas et géographie de Paris & la région d'Île-de-France, 2 volumes, Flammarion, 1977.
- Paris, hasard ou prédestination ?, coll. Nouvelle Histoire de Paris, Hachette, 1993.

- Prix Eugène-Carrière de l’Académie française 1994
Participations ou directions d'ouvrages collectifs:
- La France des villes (rédaction du volume 1 sur le Bassin parisien et direction de l'ensemble des 6 volumes), 1978-1980.
- Sens et non-sens de l'espace : de la géographie urbaine à la géographie sociale (participation), Collectif français de géographie urbaine et sociale, 1984.
- Alain Metton (dir.), Le Commerce urbain français (participation), PUF, 1984.
- (es) Reflexiones sobre la ordenación territorial de las grandes metropolis (codir.), Mexico, Universidad nacional autonoma, 1988.
- La grande ville : enjeu du XXIe siècle : mélanges en hommage à Jean Bastié (codir.), PUF, 1991.
- Les apories du territoire : espaces, couper-coller (participation), Espaces Temps, 1993.

### Sources
- (en) Philippe Pinchemel, « Obituaries: Jacqueline Beaujeu-Garnier 1917-1995 », in The Geographical Journal, Vol. 161, No. 3 (Nov., 1995), p. 354–355. (accessible sur JSTOR)